# جرم مؤثر (فیزیک حالت جامد)

جرم مؤثر (فیزیک حالت جامد)

(در فیزیک حالت جامد )جرم مؤثر ذرات که اغلب با نماد {*m} نمایش داده می شود جرم توده ای از یک گروه ذرات است که نسبت به تآثیر برهم کنشی نیروهای وارده، یا توزیع حرارتی ، در تعامل با سایر ذرات رفتاری مشابه و یکسان دارد .  در توزیع حرارتی  یکی از نتایج تئوری جامدات این است که حرکت ذرات در پتانسیل دوره ای ، در مسافت های طولانی بزرگتر از فاصله شبکه ، می تواند با حرکت آنها در یک خلاء بسیار متفاوت باشد.  جرم مؤثر کمیتی است که برای ساده سازی ساختار با مدل سازی رفتار یک ذره آزاد با آن جرم استفاده می شود.  برای برخی از اهداف و برخی مواد ، جرم مؤثر می تواند ثابت ساده ماده باشد.  اما به‌طور کلی ، مقدار جرم مؤثر به هدف استفاده شده بستگی دارد و بسته به تعدادی از عوامل متفاوت است.
جرم مؤثر الکترونها یا حفره های الکترونی در یک جامد  به صورت (me)  بیان می شود که مقدار آن برابر ۹٫۱۰۹×۱۰−۳۱ kgمی باشد . در این واحدها معمولاً در محدوده 0.01 تا 10 قرار دارد ولی این مقادیر می تواند پایین تر یا بالاتر باشد - برای مثال ، در مواد فرمیون سنگین 1000 و یا در مورد گرافن (بسته به تعریف) از صفر تا بی نهایت به دست می آید. جرم مؤثر، ساختار کلی تئوری باند را ساده تر می کند. همچنین جرم مؤثر الکترونیکی  می تواند  به عنوان یک پارامتر اساسی مهم بر خواص قابل اندازه گیری یک جامد از جمله  بازده الکترونیکی سلول خورشیدی تا سرعت الکترونها در یک مدار یکپارچه ، تأثیر گزار باشد.

## مورد ساده: رابطه پراکندگی سهموی ، ایزوتروپیک
در بالاترین  ظرفیت انرژی باند یا شبکه در بسیاری از نیمه هادی ها مانند : (Ge ، Si ، GaAs ، ...) و کمترین انرژی شبکه انتقال در برخی از نیمه هادی ها  مانند (GaAs ، ...) ، انرژی شبکه (E (k می تواند به صورت زیر باشد:
{\displaystyle E(K)=E_{0}+{\tfrac {\hbar ^{2}K^{2}}{2m^{*}}}}
در رابطه فوق :
```
(E (k انرژی  یک الکترون نسبت به  
موج
 در راستای محور (K) ، E0 ثابت  انرژی  ، و *m یک ثابت (جرم مؤثر) می باشد.
```

می توان نشان داد كه الكترونهای قرار داده شده در این شبکه ( به جز الکترون های با جرم متفاوت ) مادامی كه انرژی آنها در محدوده تقریب فوق باقی بماند به‌صورت الکترونهای آزاد رفتار می كنند. بنابراین می بایست در مدل هایی مانند مدل درود، جرم الکترون با جرم مؤثر جایگزین گردد.
یکی از ویژگی های قابل توجه این است که توده مؤثر ، وقتی فاصله منحنی ساختار نسبت به سطح ماکزیمم  به سمت پایین  حداکثر می شود ، می تواند  منفی باشد.  در نتیجه این حالت ( جرم مؤثر منفی) ، الکترون ها با به‌دست آوردن سرعت در جهت مخالف نسبت به حالت عادی ، به نیروهای الکتریکی و مغناطیسی پاسخ می دهند.   در نتیجه حتی اگر این الکترون ها  دارای بار منفی باشند ، در مسیرهایی حرکت می کنند که گویی بار مثبت دارند (و جرم مثبت دارند).  این مسئله وجود سوراخهای ساختار شبکه (باند) والانس ، ذرات مثبت با جرم مثبت را كه در نیمه هادی ها یافت می شود ، توضیح می دهد.
در هر صورت ، اگر ساختار باند دارای فرم سهموی ساده ای باشد که در بالا توضیح داده شده است ، پس مقدار جرم مؤثر بدون ابهام است.  متأسفانه ، این فرم پارابولیک برای توصیف بیشتر مواد معتبر نیست.  در چنین مواد پیچیده تعریف واحدی از "توده مؤثر" وجود ندارد ، بلکه در عوض چندین تعریف وجود دارد که هرکدام برای یک هدف خاص مناسب هستند.  بقیه مقاله به تفصیل این توده های مؤثر را شرح می دهند.

## مورد واسطه: رابطه پراکندگی سهموی ، ناهمسانگرد
در برخی از نیمه هادی های مهم (به ویژه سیلیکون) حداقل انرژی شبکه (ساختار) هدایتی  به علت  بیضوی  بودن سطوح با انرژی ثابت نسبت به نمونه  سطوح  کره ای  ایزوتروپیک متقارن نیستند. بنا براین حداقل انرژی این ساختار هدایتی فقط می تواند با تقریب توسط رابطه زیر محاسبه کرد.
{\displaystyle E(K)=E_{0}+{\frac {\hbar ^{2}}{2m_{x}^{*}}}(k_{x}-k_{0},x)^{2}+{\frac {\hbar ^{2}}{2m_{y}^{*}}}(k_{y}-k_{0},y)^{2}+{\frac {\hbar ^{2}}{2m_{z}^{*}}}(k_{z}-k_{0},z)^{2}}
جایی که محورهای x ، y و z با محورهای اصلی بیضی قرار دارند و(mx*, my*  ،mz* a) جرمهای مؤثر اینرسی در طول این محورهای مختلف هستند.  جبران کننده های  k0,x, k0,y, k0,z  نشان می دهد که حداقل باند انتقال دیگر در محور موج صفر محور است.  (این توده های مؤثر با مؤلفه های اصلی تانسور توده مؤثر بی حرکت که بعداً توضیح داده شده مطابقت دارند.
در این حالت ، حرکت الکترون دیگر به‌طور مستقیم با یک الکترون آزاد قابل مقایسه نیست به‌طوریکه سرعت یک الکترون به جهت آن بستگی دارد و در جهت متفاوت  بسته به جهت نیرو ، شتاب می گیرد.  با این وجود ، در کریستال هایی مانند سیلیکون ، به نظر می رسد که خصوصیات کلی مانند رسانایی ایزوتروپیک هستند.  این امر به این دلیل است که چندین دره (مینیمم باند انتقال) وجود دارد که هر یک از آنها دارای جرم مؤثر منحصر به خود در محورهای مختلف هستند.  دره ها به‌طور جمعی با هم عمل می کنند تا هدایت ایزوتروپیک ارائه شود.  به‌طور متوسط می توان توده های مؤثر محورهای مختلف را به نوعی با هم اندازه گیری کرد تا تصویر الکترونی آزاد مجددا بازیابی شود. 

## تعیین

### تجربی
توده های مؤثر با استفاده از رزونانس سیکلوترون اندازه گیری شد ، روشی که در آن جذب مایکروویو از یک نیمه هادی غوطه ور در یک میدان مغناطیسی هنگامی که فرکانس مایکروویو برابر با فرکانس سیکلوترون است ، اندازه گیری می شود. در سالهای اخیر توده های مؤثر بیشتر از طریق اندازه گیری ساختارهای باند با استفاده از تکنیک هایی از قبیل انتشار عکس با زاویه حل شده یا ، به‌طور مستقیم ، اثر ( de Haas-van Alpheneffect)  تعیین شده است.  توده های مؤثر نیز می توانند با استفاده از ضریب γ اصطلاح خطی در گرمای اختصاصی الکترونیکی با دمای پایین در حجم ثابت تخمین زده شوند.  گرمای خاص به چربی مؤثر از طریق چگالی حالتها در سطح فرمی بستگی دارد و از این رو ، میزان دژنراسیون و همچنین انحنای باند است.  تخمین بسیار زیاد جرم حامل از اندازه گیری گرما خاص منجر به مفهوم مواد فرمیون سنگین شده است.  از آنجا که تحرک حامل بستگی به نسبت طول عمر حامل به جرم مؤثر دارد ، در اصل می توان توده ها را از اندازه گیری حمل و نقل تعیین کرد ، اما این روش عملی نیست زیرا احتمال برخورد تصادف معمولاً پیشینی شناخته نمی شود.  اثر هال نوری یک تکنیک نوظهور برای اندازه گیری چگالی حامل بار آزاد ، پارامترهای جرم و تحرک مؤثر در نیمه هادی ها است.  اثر هال نوری آنالوگ اثر هال الکتریکی ناشی از میدان الکتریکی شبه استاتیک در فرکانس های نوری در مواد لایه ای رسانا و پیچیده را اندازه گیری می کند.  اثر هال نوری همچنین توصیف ناهمسانگردی (شخصیت تانسور) پارامترهای مؤثر جرم و تحرک را مجاز می سازد.

### نظری
انواع روشهای نظری از جمله تئوری عملکردی چگالی ، نظریه آشفتگی K و سایر موارد برای تکمیل و پشتیبانی از اندازه گیری های مختلف آزمایشی که در بخش قبلی شرح داده شده است از جمله تفسیر ، تناسب و برون یابی این اندازه گیری ها استفاده می شود.  برخی از این روشهای نظری همچنین در صورت عدم وجود داده های تجربی می توانند برای پیش بینی های اولیه از جرم مؤثر استفاده شوند ، به عنوان مثال برای مطالعه موادی که هنوز در آزمایشگاه ایجاد نشده اند.
گروه خاصی III - V ترکیبات مانند گالیم آرسنید (GaAs ) و ایندیم (از InSb) دارای جرم مؤثر بسیار کوچکتر از چهار ضلعی گروه IV مواد مانند سیلیکون و ژرمانیم . در ساده ترین تصویر سرعت نهایی مدارهای مجتمع بستگی به سرعت حامل دارد ، بنابراین جرم مؤثر دلیل اصلی این است که GaAs و مشتقات آن به جای Si در برنامه های پهنای باند مانند تلفن همراه استفاده می شوند .
در آوریل سال 2017 ، محققان دانشگاه ایالتی واشینگتن ادعا كردند كه با مهندسی رابطه پراكندگی ، مایعی با جرم مؤثر منفی را در داخل میعانات بوز - انیشتین ایجاد كرده اند .

## اهمیت
از جرم مؤثر در محاسبات ترابرد ، مانند ترابرد الکترون ها تحت تأثیر میدان‌ها یا شیب حامل استفاده می شود ، اما برای محاسبه چگالی و چگالی حامل حالت ها در نیمه هادی ها نیز استفاده می شود.  این توده ها مرتبط هستند اما همان‌طور که در بخش های قبلی توضیح داده شد ، یکسان نیستند زیرا وزن جهات مختلف و موجبرها متفاوت است.  این اختلافات مهم است ، به عنوان مثال در مواد حرارتی ، که در آن هدایت بالا ، عموماً با جرم سبک همراه است ، همزمان با ضریب سیبک بالا ، معمولاً با جرم سنگین همراه است.  روش هایی برای ارزیابی ساختارهای الکترونیکی مواد مختلف در این زمینه تدوین شده است.

## همچنین ببینید
مدلهای جامد و کریستال:
مدل اتصال تنگ
مدل الکترونی آزاد
مدل الکترونی تقریباً آزاد
[رده:جرم (فیزیک)]